# زن‌ها و شوهرها
زن‌ها و شوهرها فیلمی به کارگردانی و نویسندگی نظام فاطمی محصول سال ۱۳۴۶ است.

## خلاصه داستان
خوانندهٔ یک کاباره با مردی آشنا شده و با ازدواج با او کارش را ترک می‌کند و به زودی صاحب فرزندی می‌شود...

## بازیگران
- فریبا خاتمی
- همایون
- جواد قائم‌مقامی
- ناهید
- محسن آراسته
- احمد قدکچیان
- گیسو